# 小行星11716
小行星11716（11716 Amahartman）是一颗绕太阳运转的小行星，为主小行星带小行星。该小行星于1998年4月21日发现。

## 轨道参数
小行星11716的轨道半长轴为2.6371866 UA，离心率为0.190。